# Moritz Hermann Viertel
Moritz Hermann Viertel (* 24. Juli 1842 in Unterdöhlen; † 10. Juli 1877 in Freiberg) war ein deutscher Markscheider und Hochschullehrer.

## Leben
Viertel besuchte die Polytechnische Schule in Dresden und studierte von 1860 bis 1864 an der Bergakademie Freiberg. Anschließend arbeitete er als Praktischer Markscheider in Zauckerode. 1870 begann er ein Studium am Polytechnikum Zürich. Im März 1871 kam er nach Freiberg zurück, wo er zunächst probeweise als Lehrer für Markscheidekunde angestellt wurde. Außerdem gab er Lehrveranstaltungen in Geodäsie. Am 1. Oktober 1872 wurde seine Anstellung in eine feste Stelle umgewandelt, und 1875 wurde er Professor.
Moritz Hermann Viertel starb kurz vor seinem 35. Geburtstag in Freiberg. Sein Grab befindet sich auf dem Freiberger Donatsfriedhof.